# Paraterschellingia brevicaudata
Paraterschellingia brevicaudata är en rundmaskart som först beskrevs av Hans August Kreis 1924.  Paraterschellingia brevicaudata ingår i släktet Paraterschellingia och familjen Siphonolaimidae. Inga underarter finns listade i Catalogue of Life.